# Yitzhak Rabin
Yitzhak Rabin, o Yitschak Rabin (in ebraico יצחק רבין‎? ; Gerusalemme, 1º marzo 1922 – Tel Aviv, 4 novembre 1995), è stato un politico e generale israeliano.
Fu insignito del premio Nobel per la pace nel 1994 e assassinato nel 1995.
La sua famiglia era costituita da immigrati ebrei dall'Europa orientale ed è cresciuto in una famiglia sionista laburista. Ha imparato l'agricoltura a scuola ed eccelleva come studente. Ha condotto una carriera di 27 anni come soldato e alla fine ha raggiunto il grado di Rav Aluf, detto anche Ramatkal. Da adolescente si unì al Palmach, il commando dell'Yishuv. Alla fine salì di grado fino a diventare il capo delle operazioni durante la guerra arabo-israeliana del 1948. Si unì alle forze di difesa israeliane di recente formazione alla fine del 1948 e continuò a crescere come ufficiale promettente. Ha contribuito a plasmare la dottrina dell'addestramento dell'IDF all'inizio degli anni '50 e ha guidato la direzione delle operazioni dell'IDF dal 1959 al 1963. È stato nominato capo di stato maggiore generale nel 1964 e ha supervisionato la vittoria di Israele nella guerra dei sei giorni del 1967.
Rabin ha servito come ambasciatore di Israele negli Stati Uniti d'America dal 1968 al 1973, durante un periodo di approfondimento dei legami USA-Israele. Fu nominato primo ministro di Israele nel 1974 dopo le dimissioni di Golda Meir. Nel suo primo mandato, Rabin firmò l'accordo provvisorio del Sinai ed ordinò l'operazione Entebbe. Si è dimesso nel 1977 a seguito di uno scandalo finanziario. Rabin è stato ministro della difesa israeliano per gran parte degli anni '80, anche durante lo scoppio della Prima Intifada.
Nel 1992, Rabin è stato rieletto primo ministro su una piattaforma che abbracciava il processo di pace israelo-palestinese. Ha firmato diversi accordi storici con la leadership palestinese nell'ambito degli accordi di Oslo. Nel 1994 Rabin ha vinto il premio Nobel per la pace insieme al rivale politico di lunga data Shimon Peres ed al leader palestinese Yasser Arafat. Rabin ha anche firmato un trattato di pace con la Giordania nel 1994. 
Nel novembre del 1995 è stato assassinato da Yigal Amir, estremista della destra radicale israeliana, vicina al Likud. Amir è stato condannato all'ergastolo per l'omicidio di Rabin e di recente si è discusso della sua scarcerazione. Rabin è stato l'unico primo ministro ad essere assassinato ed il secondo a morire in carica dopo Levi Eshkol. 
Rabin è diventato un simbolo del processo di pace israelo-palestinese.

## Biografia

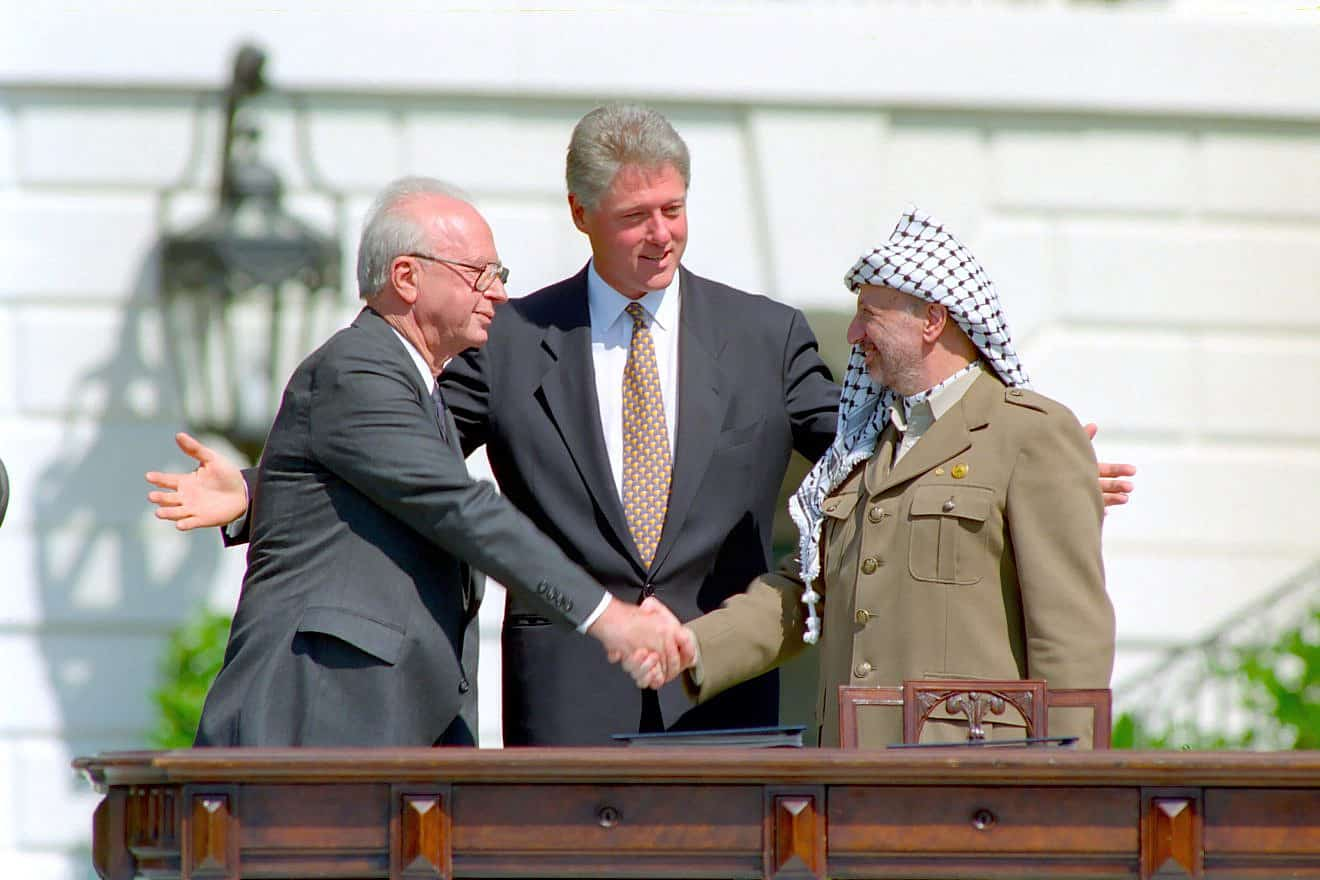
Yitzhak Rabin con Yāser ʿArafāt e Bill Clinton il 13 settembre 1993

### Origini e formazione
Era di formazione agricolo-militare, tipica della sua comunità israeliana negli anni del mandato britannico della Palestina. Fu tra i fondatori del Palmach (acronimo di Pelugot Machaz, "squadre d'assalto") che contribuirono in maniera decisiva alla costituzione dell'esercito del futuro Stato di Israele, anche se il suo sogno fin da bambino era quello di diventare ingegnere idraulico per garantire acqua alla sua fattoria. Fu comandante della brigata Harel che conquistò Gerusalemme durante la prima guerra arabo-israeliana. Nell'estate del 1948 sposò Leah Schlossberg dalla quale ebbe due figli.

### Carriera militare
Durante la guerra arabo-israeliana del 1948, Rabin diresse le operazioni israeliane a Gerusalemme e combatté l'esercito egiziano nel Negev. All'inizio della guerra fu il comandante della Brigata Harel, che combatté sulla strada per Gerusalemme dalla pianura costiera, compresa la “Burma Road” israeliana, nonché in molte battaglie a Gerusalemme, come la messa in sicurezza del lato meridionale della città con la riconquista del kibbutz Ramat Rachel.
Durante la prima tregua Rabin comandò le forze dell'IDF sulla spiaggia di Tel Aviv affrontando l'Irgun durante l'Affare Altalena.
Nel periodo successivo fu il vicecomandante dell'Operazione Danny, l'operazione più vasta fino a quel momento, che coinvolse quattro brigate dell'IDF. Nell'ambito dell'operazione vennero catturate le città di Ramle e Lydda, nonché il principale aeroporto di Lydda. Dopo la cattura delle due città ci fu l'espulsione della popolazione araba. Rabin firmò l'ordine di espulsione, che comprendeva quanto segue:
... 1. Gli abitanti di Lydda devono essere espulsi rapidamente senza badare all'età. ... 2. Attuare immediatamente.
In seguito, Rabin fu capo delle operazioni per il Fronte Sud e partecipò alle principali battaglie che posero fine ai combattimenti, tra cui l'Operazione Yoav e l'Operazione Horev.
All'inizio del 1949 fu membro della delegazione israeliana ai colloqui di armistizio con l'Egitto che si tennero sull'isola di Rodi. Il risultato dei negoziati furono gli accordi armistiziali del 1949, che posero fine alle ostilità ufficiali della guerra arabo-israeliana del 1948. Dopo la smobilitazione alla fine della guerra, Rabin fu il più anziano (ex) membro del Palmach a rimanere nell'IDF.
Come molti leader del Palmach, Rabin era politicamente allineato con il partito di sinistra filo-sovietico Ahdut HaAvoda e successivamente con il Mapam. Questi ufficiali erano sfiduciati dal Primo Ministro David Ben-Gurion e molti si dimisero dall'esercito nel 1953 dopo una serie di scontri. I membri del Mapam che rimasero, come Rabin, Haim Bar-Lev e David Elazar, dovettero sopportare diversi anni in posizioni di staff o di addestramento prima di riprendere la loro carriera.
Rabin ha diretto il Comando settentrionale di Israele dal 1956 al 1959. Nel 1964 è stato nominato capo di stato maggiore delle Forze di Difesa Israeliane (IDF) da Levi Eshkol, che aveva sostituito David Ben-Gurion come Primo Ministro e Ministro della Difesa. Poiché Eshkol non aveva molta esperienza militare e si fidava del giudizio di Rabin, ebbe mano libera. Secondo le memorie del segretario militare di Eshkol, Eshkol seguiva Rabin “ad occhi chiusi”.
Divenne capo di stato maggiore dell'esercito nel periodo della Guerra dei sei giorni del 1967, e si deve a lui, assieme a Moshe Dayan, la concezione di attacco che portò alla distruzione a terra dell'intera forza aerea egiziana e siriana. Dopo la conquista della Città Vecchia di Gerusalemme da parte dell'IDF, Rabin fu tra i primi a visitare la Città Vecchia e tenne un famoso discorso sul Monte Scopus, presso l'Università Ebraica. Nei giorni che precedettero la guerra, fu riferito che Rabin ebbe un esaurimento nervoso. Dopo questa breve pausa, riprese il pieno comando dell'IDF.

### Carriera diplomatica
Lasciato l'esercito nel 1968, fu nominato ambasciatore di Israele negli Stati Uniti d'America durante i quali rafforzò la solida alleanza tra questi ultimi.

### Carriera politica
Scaduti i termini della missione, rientrò in Israele facendo il suo ingresso alla Knesset alle elezioni del dicembre 1973 come membro del partito Partito Laburista Israeliano e successivamente, nel marzo 1974, venne nominato ministro del lavoro. A seguito delle dimissioni di Golda Meir, Rabin sconfisse Shimon Peres alle elezioni per la leadership del partito e nel giugno 1974 venne eletto primo ministro. Con Peres ebbe una forte antipatia politica e personale per due decenni. Fu sua la decisione di autorizzare la missione di salvataggio di Entebbe, il cui successo fece salire la popolarità di Rabin alle stelle.
Tuttavia nell'aprile 1977 uno scandalo giornalistico rivelò l'esistenza di un conto corrente che Leah Rabin aveva mantenuto illegalmente su una banca americana, sin da quando il marito era ambasciatore negli Stati Uniti, violando le norme valutarie del tempo. Nonostante non fosse coinvolto, Rabin rimase al fianco della moglie e diede le dimissioni. Lasciò la guida del partito a Shimon Peres, il quale venne sconfitto alle elezioni del 1977 dal leader della destra Menachem Begin. Rimase nella Knesset per i successivi otto anni senza ricoprire cariche pubbliche. Rientrò come ministro della difesa nel governo di unità nazionale del 1984.
Nel 1992 il Partito Laburista Israeliano decise di puntare su Rabin. La scelta si rivelò azzeccata e Rabin, che col tempo si era guadagnato il soprannome di "Mister Sicurezza", tornò a coprire la carica di primo ministro e anche quella di ministro della difesa. Chiamò al ministero degli affari esteri il suo compagno-rivale Shimon Peres con il quale aveva appianato le vecchie divergenze. Nell'agosto del 1993 venne resa pubblica la notizia che israeliani e palestinesi avevano intrattenuto negoziati diretti per otto mesi. La notizia fece scalpore in tutto il mondo. In Israele suscitò una forte opposizione da parte della destra religiosa che non perse occasione per organizzare manifestazioni contro Rabin e la sua politica di pace.
Nonostante ciò, il 13 settembre del 1993 firmò, insieme al leader dell'OLP, gli accordi di Oslo. L'accordo prevedeva il riconoscimento da parte di Israele dell'OLP come rappresentante del popolo palestinese e da parte dell'OLP il riconoscimento a Israele del diritto ad esistere. L'anno dopo fu insignito al premio Nobel per la pace insieme a Shimon Peres, e al presidente della futura Autorità Nazionale Palestinese, Yāser ʿArafāt.

### La morte

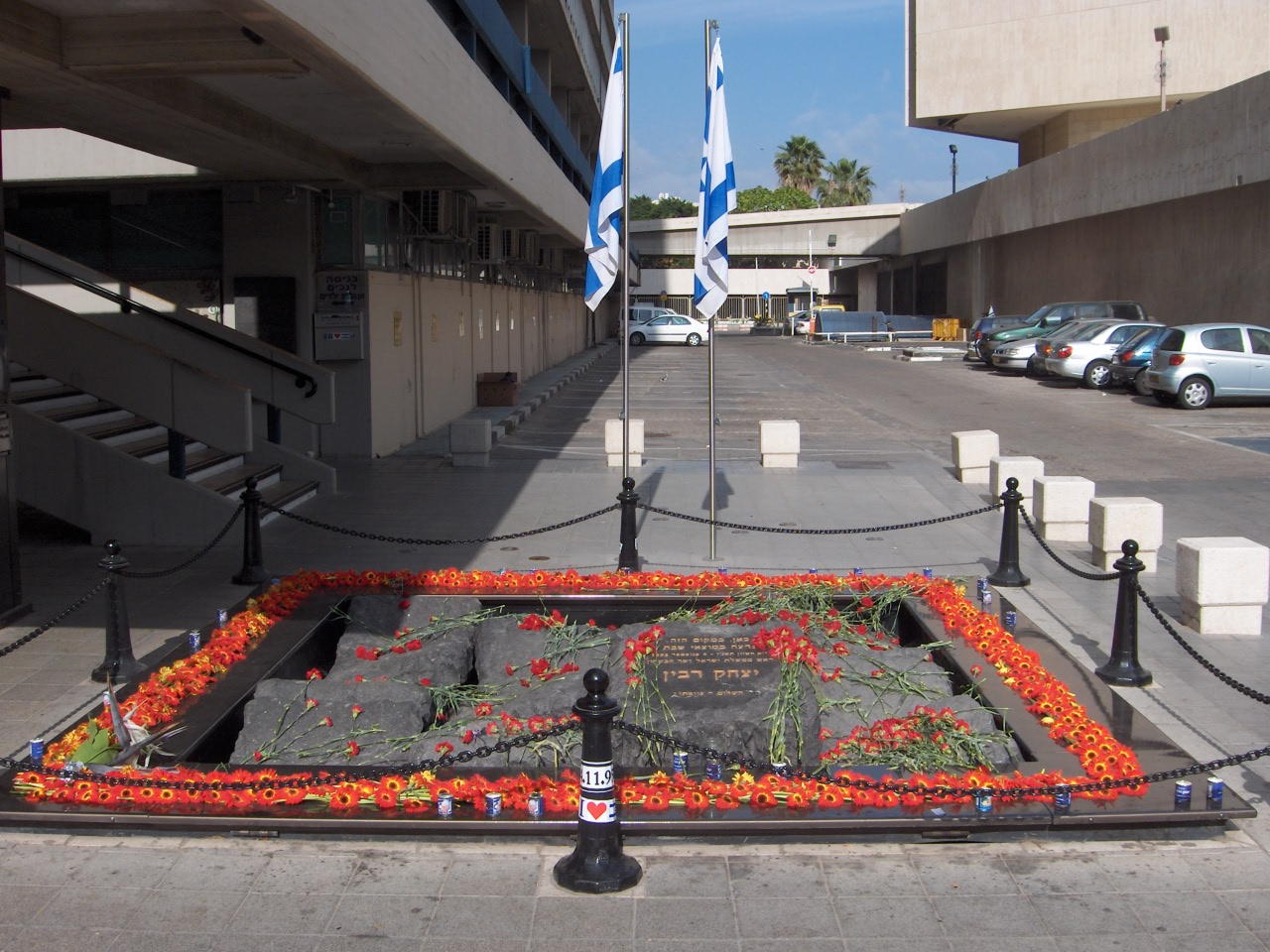
Il luogo dell'assassinio di Rabin, 2006

La sera del 4 novembre 1995, prese parte a un comizio in difesa della pace nella Piazza dei Re d'Israele (in ebraico: כיכר מלכי ישראל) a Tel Aviv, la piazza ora porta il suo nome (in ebraico: כיכר רבין Kikar Rabin). Il motto dell'evento a cui stava partecipando era “Sì alla pace, no alla violenza”. All'evento Yigal Amir, uno studente di giurisprudenza israeliano di estrema destra e religiosamente fanatico, colse il momento in cui il Primo ministro stava lasciando il palco e veniva scortato alla sua auto, e gli sparò. Rabin morì poco dopo all'ospedale di Ichilov.
Poco prima dei colpi mortali, Rabin pronunciò un discorso commovente:
Ai suoi funerali a Gerusalemme parteciparono circa un milione di israeliani e molti esponenti di rilievo della politica mondiale. Parteciparono anche molti leader arabi i quali non erano mai stati in Israele prima d'allora.
Secondo il Grande Oriente d'Italia, Rabin fu membro della massoneria.

## Le indagini
In margine ai lavori d'indagine sull'assassinio del primo ministro, ucciso da un estremista di destra israeliano nel 1995, la commissione Shamgar affermò tra l'altro che le autorità israeliane avevano vistosamente fallito nell'investigare o perseguire i crimini commessi.

## Commemorazioni e seguito

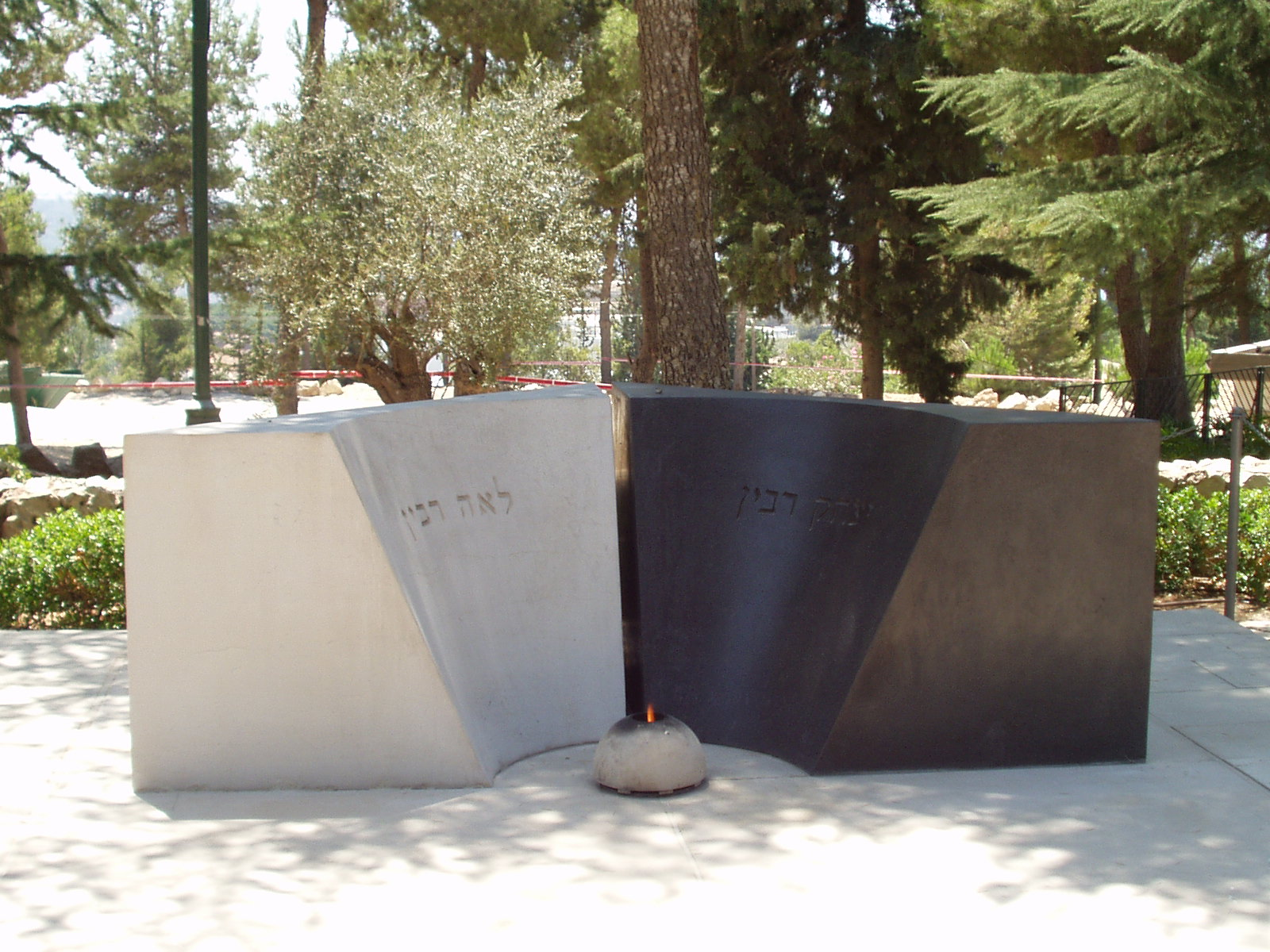
La tomba di Yitzhak (pietra nera) e Leah Rabin (pietra bianca)

Attualmente è in vigore una giornata nazionale di commemorazione nell'anniversario del suo assassinio. Yitzhak Rabin è sepolto sul monte Herzl insieme alla moglie Leah Rabin, morta nel 2000. Lì una pietra nera ricorda lui e una pietra bianca sua moglie.
Dopo la morte di Rabin, i negoziati e l'intero processo di pace si sono arenati.
In un sondaggio israeliano del 2005, un quarto degli intervistati ha affermato che Rabin fu vittima di un complotto; questo si riflette anche in numerosi siti web che diffondono teorie cospirazioniste.

## Nella cultura di massa
- Nel film TV La lunga notte di Entebbe, diretto nel 1976 da Marvin J. Chomsky, Rabin è interpretato da Anthony Hopkins.
- Nel film TV I leoni della guerra, diretto nel 1977 da Irvin Kershner, Rabin è interpretato da Peter Finch.
- Rabin appare in immagini documentaristiche nel film La notte dei falchi del 1977.
- I fatti relativi al suo assassinio sono narrati nel film Rabin, the Last Day, diretto nel 2015 da Amos Gitai.
- Nel film 7 giorni a Entebbe, diretto nel 2018 da José Padilha, Rabin è interpretato da Lior Ashkenazi
- Nel 1998 il cantante reggae Alpha Blondy intitolò Yitzhak Rabin un proprio disco.